# I corpi estranei
I corpi estranei è un film del 2013 diretto da Mirko Locatelli.

## Trama
Antonio è solo a Milano con il suo bambino, Pietro, affetto da una grave malattia: sono arrivati al nord per cercare uno spiraglio di salvezza. Jaber, quindici anni, vive a Milano con un gruppo di connazionali: è migrato in Europa da poco, in fuga dal Nord Africa e dagli scontri della primavera araba. L'ospedale è una città nella città dove entrambi sono costretti a sostare: Antonio per guarire Pietro, Jaber per assistere il suo amico Youssef. La malattia è l'occasione per un incontro tra due anime sole e impaurite, due corpi estranei alle prese con il dolore e la fragilità.

## Distribuzione
Il film è stato presentato in anteprima in concorso al Festival internazionale del film di Roma 2013.

## Riconoscimenti
- 2013 – Festival internazionale del film di Roma
  - Premio Sorriso Diverso
- 2014 – Globo d'oro
  - Candidatura Migliore attore a Filippo Timi
  - Candidatura Miglior sceneggiatura a Mirko Locatelli e Giuditta Tarantelli
- 2014 – Festival du Nouveau Cinéma de Montreal (Canada) / Panorama
- 2014 – D'A Festival internacional de cinema d'autor de Barcelona (Spagna) / Talents
- 2014 – Pune International Film Festival (India)
  - Best International Feature Film Director Award a Mirko Locatelli
- 2014 – Festival Premiers Plans d'Angers (Francia)
  - Prix Jean Carmet – Miglior attore a Filippo Timi